# Эндимион (роман Симмонса)
Эндимион (англ. Endymion) — научно-фантастический роман американского писателя Дэна Симмонса, вышедший в 1996 году. Третья книга тетралогии «Песни Гипериона». Действие романа происходит во Вселенной Гипериона. В 1997 году номинировался на премию Локус.

## Сюжет
Действие романа разворачивается через 274 года после событий, описанных в «Гиперионе» и «Падении Гипериона». Больше нет Великой Сети и мирами бывшей Гегемонии управляет Церковь, возродившая религию при помощи паразитов-крестоформов.
Единственную угрозу Церкви и, в первую очередь, Техно-Центру представляет Энея — «Та-Кто-Учит», будущая спасительница человечества. Энея — дочь Ламии Брон и первого кибрида Джона Китса, родилась вскоре после так называемого «Падения Порталов». Когда Ламия умерла, её взял на попечение старый поэт Мартин Силен. Через неделю после смерти Ламии Энея вошла в Гробницы Времени и перенеслась в будущее. Силен подключается к системе жизнеобеспечения и впадает в криогенный сон, ожидая её возвращения.
Из-за горячего характера Рауля Эндимиона ему грозит смертная казнь. Он уже смирился с этим, но его спасает Мартин Силен. Рауль может вернуть поэту долг — ему необходимо отправиться к Гробницам Времени, встретить Энею и сопровождать её, оберегая от всех опасностей. Он соглашается, даже не представляя, чем это всё обернется. Вместе с ним отправляется А.Беттик — андроид, сопровождавший паломников на Гиперионе, а последнее время служащий Силену.
В это же время Церковь отправляет на поиски Энеи капитана Федерико де Сойю, наделив его высокими полномочиями. Его задание — найти девочку и привезти её на Пасем. По их убеждению она — «агент Техно-Центра, вирус на Теле Христовом».
Роман представлен как воспоминания Рауля Эндимиона, заточенного в «кошачьем ящике» Шрёдингера — энергетической оболочке с минимальными удобствами и капсулой с цианидом, которая может разбиться в любой момент.

## Основные персонажи
- Рауль Эндимион — рассказчик, телохранитель Энеи.
- Энея — «Та-Кто-Учит».
- А.Беттик — андроид, сопровождающий Рауля и Энею.
- Мартин Силен — поэт, участвовавший в паломничестве к Шрайку; после смерти Брон — опекун Энеи.
- Федерико де Сойя — отец-капитан, которого Церковь отправила на поиски Энеи.

## Награды
1997 — Премия Локус (номинация)